# Club Sportivo Árbol Verde
El Club Sportivo Árbol Verde es una institución social de la Ciudad de San Juan que se dedica a las actividades deportivas, siendo su principal disciplina el fútbol. Fue fundado el 20 de septiembre de 1920. Se le conoce popularmente con el nombre de verdolaga. El presidente de la institución es Dr Pedro Medina
Fue uno de los primeros clubes en fundar la Liga Sanjuanina de Fútbol,  liga regional a la cual se encuentra afiliado, por lo cual se encuentra habilitado para participar de los torneos que organiza el Consejo Federal, entidad que depende de la Asociación del Fútbol Argentino (AFA). 
Su última participación en torneos nacionales fue en la quinta división del fútbol argentino denominado Torneo Federal C 2016 (ex Torneo del Interior) que disputan los clubes indirectamente afiliados a la AFA.

## Historia
Los orígenes de Árbol Verde están relacionados con un grupo de jóvenes que jugaba fútbol de potrero en la zona de Concepción. La familia Babsia fue la gestora de la creación del club, cuya primera sede fue en calle Leandro N. Alem (N) pasando Corrientes. Hoy la actual sede y el mismo estadio se encuentran en el corazón del Barrio Cabot en Concepción, Capital.

## Títulos
- Títulos Locales (1): Torneo Integración 2008